# ヴォルフガング・フォルトナー
ヴォルフガング・フォルトナー（Wolfgang Fortner、1907年10月12日 - 1987年9月5日）は、ドイツの現代音楽の作曲家。

## 経歴
ライプツィヒ出身。両親が歌手であったため、幼いころより音楽に親しむ。1927年にライプツィヒ音楽院に入学し、オルガンと作曲を学んだ。同時にライプツィヒ大学に入学し、哲学・音楽史・ドイツ学を学んだ。音楽院在学中から作品が公の場で演奏されており、ベルリンでアルノルト・シェーンベルクの知遇を得、パウル・ヒンデミットの室内音楽の分析で博士号を取得した。
1931年に卒業したのち、ハイデルベルク教会音楽大学で音楽理論の講師となるが、「文化ボルシェヴィズム」との攻撃を受けた。1935年から1936年にかけてハイデルベルク室内管弦楽団を創設して新しい音楽を取り上げ、スカンジナビア半島・オランダ・ギリシャに演奏旅行を行った。同時にハイデルベルクのヒトラーユーゲントのオーケストラ指揮者となった。1940年に衛生兵として徴兵された。1941年にナチスに入党し、「ハイデルベルクの兵士の歌」を出版した。
戦後は、1948年からダルムシュタット夏季現代音楽講習会で講師を務め、1957年から1973年までフライブルク音楽大学の教授を務めた。
教え子にハンス・ヴェルナー・ヘンツェ、ヴォルフガング・リーム、ハンス・ツェンダー、ベルント・アロイス・ツィンマーマン、ロベルト・HP・プラッツ、ヴェルナー・ヤコブなどがいる。

## 作品

### 歌劇
- 血の婚礼

### 管弦楽
- オルガン協奏曲
- ヴィオラ協奏曲
- 弦楽オーケストラのため協奏曲
- 協奏交響曲
- ピアノ協奏曲
- ヴァイオリン協奏曲
- 交響曲
- チェロ協奏曲

### 室内楽
- 弦楽四重奏曲第1番
- 弦楽四重奏曲第2番
- 弦楽四重奏曲第3番
- 弦楽四重奏曲第4番
- ヴァイオリンとピアノためのソナタ
- フルートとピアノのためのソナタ
- ピアノ三重奏曲